# 鲫鱼胆
鲫鱼胆（学名：Maesa perlaria）或稱Maesa perlarius为紫金牛科杜茎山属下的一个种。

## 扩展阅读
- 維基物種上的相關：鲫鱼胆